# Loane (Sängerin)
Loane Rathier (* 1978) ist eine französische Sängerin.

## Leben
Rathier stammt aus Paris und begann als Jugendliche mit dem Klavierspielen. Nachdem sie in verschiedenen Gruppen mitgewirkt hatte, entschied sie sich für eine Solokarriere. Sie unterschrieb einen Plattenvertrag mit Virgin Records und veröffentlichte 2008 ihr Debütalbum Jamais seule, mit dem sie die französischen Albumcharts erreichte.
2011 veröffentlichte sie das Album "Le Lendemain". Es ist laut Plattenfirma EMI eine Hommage an Loanes Jugendhelden, die großen französischen Pop-Stimmen der Achtziger: Étienne Daho, Françoise Hardy, Elli & Jacno und andere.

## Diskografie
- 2008: Jamais seule
- 2011: Le lendemain